# Астон Мартин Булдог
Астон Мартин Булдог е прототип на Астон Мартин, изработен през 1979 г. и представен официално на 27 март 1980 г. Дизайнът е дело на Уилям Таунс, а инженерната работа е свършена от Майк Лоусби и Кийт Мартин. Автомобилът е кръстен на самолета Скотиш Авиейшън Булдог, а кодовото име при разработката е DP K-9, като кучето робот от сериала Доктор Кой.
Прототипът е произведен за да демонстрира възможностите на инженерите и дизайнерите на Астон Мартин, но доста сериозно се обмисля и направата на лимитирана серия от 12 до 25 бройки, но дотам не се стига и единственият Булдог е продаден през 1981 г. на богаташ от Близкия изток за около 130.000 паунда. Сегашният собственик е Пол Танер. Оригиналният цвят е сребрист и светло сив, а интериорът е тъмно кафяв и черен, но автомобилът е в два нюанса на зеленото с жълтеникав интериор.
Въпреки че е произведен във Великобритания, автомобилът е с ляв волан. Булдог е изключително нисък автомобил (едва 1092 мм), а формата му е трапецовидна с много остри линии и ръбове. Фаровете са пет на брои и са скрити в центъра на предния капак, а вратите се отварящи се нагоре врати. Преди Булдог главният дизайнер Уилям Таунс създава и Астон Мартин Лагонда, откъдето заимства елементи от интериора. Контролните уреди са дигитални, а бутоните реагират на докосване. По-късно са добавени камера за обратно виждане и монитор за нея, монтиран на централната конзола. Сред другите добавени впоследствие неща са две огледала за обратно виждане, позлатени елементи в интериора и радио, монтирано на покрива.
Булдог е единственият Астон Мартин със средно разположен двигател. Самият агрегат е туин-турбочарджвана модификация на 5.3-литровия V8 на Астон Мартин. Различни източници посочват мощност от 700 до 600 к.с. Максималната скорост е неизвестна, на тестове са достигнати 309 км/ч, според някои на теория са възможни и 381 км/ч.